# 薄霧集

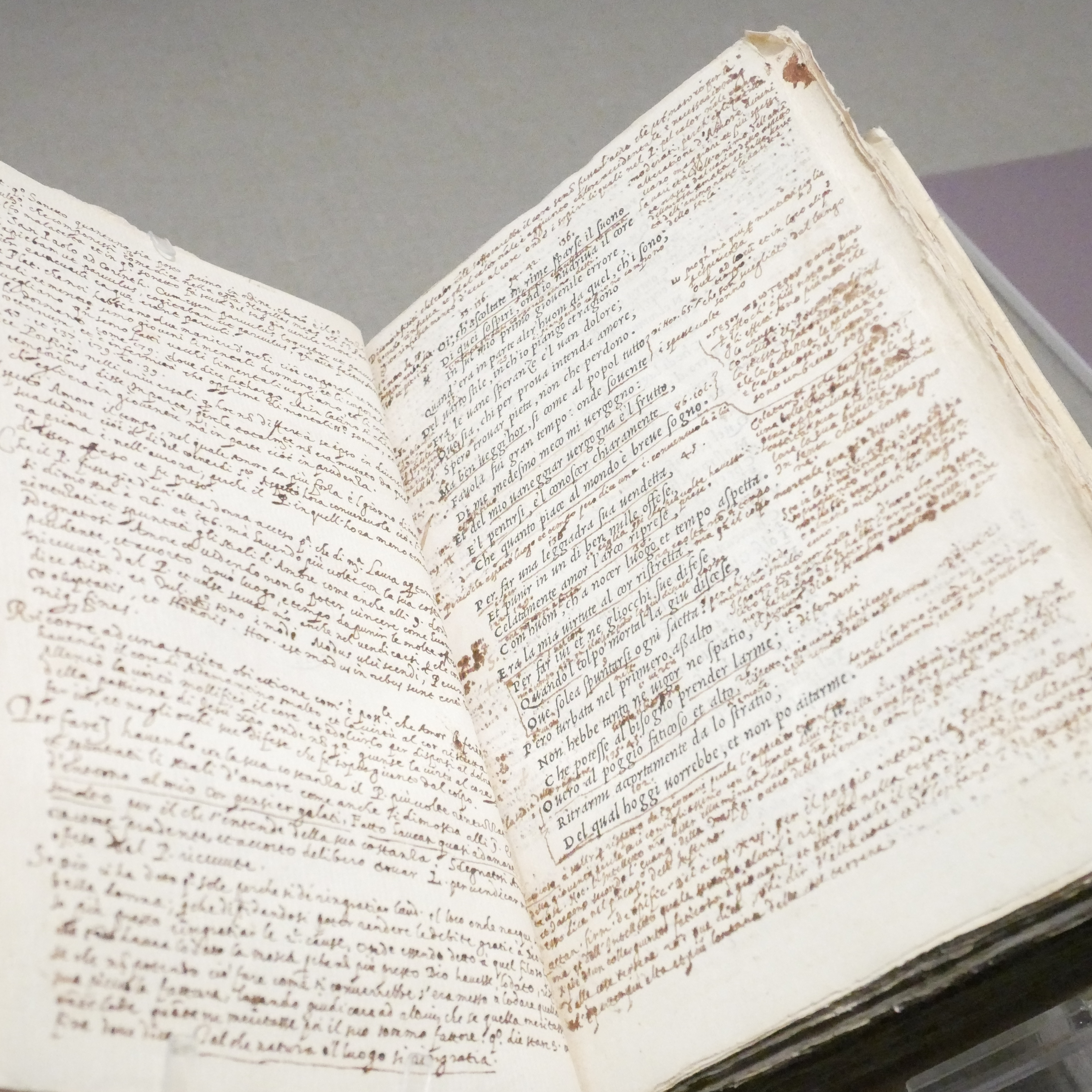
朱利奧·卡米洛所註記的《歌本》（梵蒂岡宗座圖書館藏，1501年）

《歌本》，又称《薄霧集》或《雾凇稀疏》，但最初的题目为《Rerum vulgarium fragmenta》。是一本诗集，由意大利诗人、人文主义作家法蘭西斯科·佩脫拉克编辑而成。
1327年，一位名为劳拉的女士在亞維儂的聖克萊教堂（Sainte-Claire）出演 Rime sparse（“离散的旋律”）的身影，激起了他持续很久的创作冲动。于是，他写了366首诗，其中大部分为十四行诗，占317首。后来的那些沿袭他风格的文艺复兴诗人把这366首诗的合集称为《歌本》。虽然佩脫拉克常用拉丁文写作，并认为意大利语用于吟詩作文还不夠成熟，但《歌本》的语言却使用意大利市井常用的白话。